# Street Dogs
Street Dogs (рус. «Уличные псы») — кельтик/стрит-панк-группа из Бостона, Массачусетс. Коллектив был основан бывшим вокалистом знаменитой кельтик-панк-группы Dropkick Murphys.

## История
В 1998 году вокалист Dropkick Murphys Майк Макколган покинул группу, решив исполнить свою давнюю мечту стать пожарным в Бостоне. В 2002 году он вернулся к музыке и сформировали свой собственный коллектив Street Dogs. В 2003 году вышел первый альбом Savin Hill, который сразу имел успех. В этом же году группа отправилась в тур со знаменитыми фолк-панками Flogging Molly.
В 2005 году вышел второй альбом под названием Back to the World. В то же время состав группы претерпел некоторые изменения. В состав Street Dogs пришли: Джо Сируа, ранее игравший в Mighty Mighty Bosstones на барабанах, Маркус Холлар на гитаре и Тоби Бин III на ритм-гитаре. В поддержку альбома «Псы» провели тур Vans Warped Tour по Европе и Японии совместно с Social Distortion, Tiger Army и Bad Religion.
В 2006 году Street Dogs провели совместные концерты с Rancid и The Bouncing Souls. Позже группа выпустила свой третий альбом Fading American Dream.
27 Февраля 2007 года во время выступления в совместном туре с Flogging Molly в штате Небраска басист Street Dogs Джонни Риу рухнул со сцены и получил серьёзные переломы и Макколган был вынужден остановить концерт, тем самым прервав последующие выступления.
В феврале 2008 года группа подписала контракт с лейблом Тима Армстронга Hellcat Records. На этом лейбле в 2008 году группа выпустила свой четвертый альбом под названием State of Grace. С этого же года группа сотрудничает с «Оксфам Америка» — гуманитарная организация по борьбе с нищетой и голодом. В рамках благотворительной акции группа гастролировала в Vans Warped Tour в 2008 году, а после провели успешный тур по Европе.
31 августа 2010 года на Hellcat Records музыканты выпустили пятый альбом Street Dogs.
21 Февраля 2011 года группа выступала на акустическом шоу с музыкантами Том Морелло, Тим Макилрот, Уэйн Крамер и Айк Рейли в поддержку продолжающихся протестов против политики Скотта Уокера.

## Дискография
Дискография представлена согласно данным официального сайта.

### Студийные альбомы
- Savin Hill (2003)
- Back to the World (2005)
- Fading American Dream (2006)
- State of Grace (2008)
- Street Dogs (2010)

### Мини-альбомы
- Demo (2002)
- Round One (сплит-альбом с группой The Dents) (2004)
- «Crooked Drunken Sons» (2013)
- «Rust Belt Nation» (2013)
- Street Dogs / Noi!se (сплит-альбом с группой NOi!se) (2014)

### Синглы
- «War After the War» (2009)
- «GOP» (2012)

### Видеоклипы
- «Savin Hill» (2003)
- «You Alone» (2005)
- «Back to the World» (2005)
- «Final Transmission» (2006)
- «Two Angry Kids» (2009)
- «Rattle and Roll» (2010)
- «Punk Rock & Roll» (2011)
- «GOP» (2012)

## Состав

### Настоящий состав
- Майк Макколган — вокал (с 2002 года)
- Джонни Рьюкс — бас-гитара (с 2003 года)
- Пит Соса — барабаны (с 2012 года)
- Мэтт Прустт — лид-гитара (с 2013 года)
- Ленни Лэшли — ритм-гитара (с 2013 года)

### Бывшие участники
- Роб Гайотти — гитара (с 2002 по 2004)
- Джефф Эрна — барабаны (с 2002 по 2004)
- Мишель Паулюс — бас-гитара (с 2002 по 2003)
- Билл Клос — бас-гитара (2002)
- Маркус Холлар — лид-гитара (с 2004 по 2013)
- Джо Сироис — барабаны (с 2004 по 2007)
- Тоби Бин III — гитара (с 2005 по 2012)
- Пол Рукер — барабаны (с 2007 по 2012)